# Campoletis fuscipes
Campoletis fuscipes là một loài tò vò trong họ Ichneumonidae.